# Посольский Спасо-Преображенский монастырь
Посо́льский Спа́со-Преображе́нский монасты́рь — действующий мужской монастырь Улан-Удэнской епархии Бурятской митрополии Русской Православной Церкви. Расположен в селе Посольское Кабанского района Республики Бурятия.
Основан в 1682 году на восточном берегу озера Байкал. Один из старейших архитектурных памятников Забайкалья. Является объектом культурного наследия народов России — охраняется государством.

## История

### Монастырь
Сначала на месте монастыря была построена заимка и пустынь для обитания монахов. Место было выбрано на байкальском мысу, где в 1651 году были убиты и похоронены члены русского посольства в Монголию: царский посол Ерофей Заболоцкий, его сын Кирилл и их спутники. Посольство везло казну, с ним ехали монгольский посол, переводчик и промышленные люди. Миссия шла на судне и причалила к берегу, где на неё напали с целью грабежа ясачные люди хана Тарухая-табуна, которому посольство везло жалование. Погибли те 8 человек из 20 членов миссии, которые сошли с судна на берег. Но захватить казну грабители не смогли.  
В 1681 году на месте убийства основан Николаевский скит.
Основателями монастыря были двенадцать монахов Темниковского Санаксарского монастыря во главе с игуменом Феодосием и иеромонахом Макарием. Они составили ядро первой Забайкальской духовной миссии, присланной по повелению царя Фёдора Алексеевича и с благословения патриарха Иоакима. Главной целью основания и всей дальнейшей деятельности Посольского монастыря являлась просветительская деятельность среди бурят, монголов и тунгусов.
Первая часовня монастыря была названа в честь Святителя Николая Чудотворца. В 1700 году к часовне прирубили алтарь и освятили, как церковь. С этого момента по благословению Преосвященного Игнатия, Митрополита Тобольского и Сибирского заимка начала называться пустынным Посольским монастырём. 
Средства на строительство обители пожертвовал яренский «купчина Пекинского коровану» Григорий Афанасьевич Осколков — основатель русской миссии в Пекине. В 1706 году он испросил благословения построить за свой счёт в монастыре церковь. Осколков успел заготовить строительные материалы (300 тысяч кирпичей), построить кельи; приобрёл книги, колокола и подарил монастырю скотный двор на месте которого позднее возникло село Степной Дворец. На обратном пути из Китая Осколков скончался в степях Монголии (10 декабря 1714 года). Его тело было доставлено в Посольский монастырь и погребено здесь. Над могилой Г. А. Осколкова позднее была построена каменная часовня. В 1761 году по распоряжению сибирского губернатора Ф. И. Соймонова у монастыря были построены гавань и маяк.
На землях Посольского монастыря начинал свою деятельность Афанасий Сибиряков (около 1676—1754) — основатель купеческого рода Сибиряковых. Он владел несколькими парусными судами, занимался рыбным промыслом, перевозкой людей и грузов.
В 1724 году по представлению Антония Платковского Посольский монастырь был приписан к Иркутскому Вознесенскому монастырю. Вся церковная утварь и монастырское имущество были перевезены в Вознесенский монастырь. В 1727 году губернатор Сибири князь Долгоруков обратился в Правительствующий Сенат, с просьбой не закрывать монастырь. Митрополит Тобольский Антоний с такой же просьбой обращался в Святейший Синод. 6 февраля 1727 года указами Сената и Синода Посольский монастырь был сохранён без приписки к Вознесенскому монастырю. До 1746 года Посольский монастырь ежемесячно оплачивал содержание семи учеников в школе китайского и монгольского языка при Вознесенском монастыре.
В 1735 году началось почтовое сообщение от Посольского монастыря до Кяхты.
После введения духовных штатов, Посольский монастырь был отнесён к третьему классу монастырей. В 1764 году монастырь занимал 86 место среди монастырей третьего класса.
После пожара 22 октября 1769 года, истребившего почти все здания обители, был заложен собор с нижним приделом во имя иконы Знамение Пресвятой Богородицы и верхним — в честь Преображения Господня.
17 июня 1777 года монастырь был ограблен беглыми каторжниками. После этого здесь был поставлен казачий караул с артиллерийской батареей.
Расположение обители близ залива Прорва с его морским портом являлось до середины XIX столетия причиной её посещения многими известными государственными и общественными деятелями на их пути из Прибайкалья в Забайкалье, Китай, Монголию и обратно. Особое внимание уделяли монастырю с его некрополем убиенных послов российские дипломатические миссии, которые принимали здесь посланников из других государств.
В 1802—1812 годах в Посольском монастыре была выстроена Никольская церковь (освящена 10 декабря 1812 года), в 1820 году заложена на месте деревянной надвратная церковь из кирпича. С 1861 по 1918 год в монастыре располагалась резиденция Забайкальской духовной миссии.
19 сентября 1836 года Высочайшим утверждением возведён во второй класс монастырей. Штат монастыря, привилегии и оклады увеличены в два раза. Настоятелями вместо игумнов начали назначать архимандритов.
Во время Кругобайкальского восстания ссыльных поляков летом 1866 года монастырь охранялся несколькими казаками и крестьянами села Посольское. Часть жителей села укрывалась в монастыре.
В 1864 году на западной стороне ограды построены каменные ворота с калитками. В 1866 году у пристани была построена гостиница. В 1868 году вне монастырской ограды в северо-западной стороне построена часовня над могилой посла Заболоцкого. В 1870 году рядом с гостиницей построено зимовье и амбар для склада товаров, напротив гостиницы — здание телеграфной станции, а на южной стороне монастыря — богадельня. 
11 июня 1873 года монастырь посетил Великий князь Алексей Александрович. В 7 часов утра 12 июня на пароходе «Генерал Корсаков» Великий князь отправился на другой берег Байкала.
После Октябрьской революции обитель закрыли, все её сооружения, кроме двух храмов, в 1930-е годы разобрали и вывезли. В конце 1950-х годов разрушили световой этаж и снесли купола Спасо-Преображенского собора. До 1995 года монастырь использовали под клуб, школу и детскую психиатрическую больницу.
Архив монастыря погиб в 1917 году во время пожара архиерейского дома. Остатки архива игуменья Фатина вывезла в Верхнеудинск.

### Настоятели[17]
- Макарий (1681 — ?)
- Иов (1716 — 22 марта 1729)
- Митрофан (22 марта — 10 апреля 1729)
- Таисий (Давыдов) (10 апреля 1729 — ?)
- Манассия (Ощепков) во время отсутствия о. Таисия

### Наместники (с 1735 года по 1764 год)
- Иларион (Трусов) (1736—1737)
- Даниил в/у
- Варлаам (Захаров) (1737—1738)
- Виктор (1738—1740 переведён в Нерчинский Успенский монастырь)
- Лаврентий (в 1740 году отправлен в Китай с караваном)
- Иннокентий (Пустозерцев) Монах, переведён наместником в Киренский монастырь
- Дорофей (Шергин) (1744 — отстранён в 1754 году)
- Гервасий (Леонтович) (1754—1758)
- Герман (Шастин) (1758—1760)
- Гервасий (Леонтович) (1760), второй раз, умер в 1760 году, похоронен в монастыре
- Антоний (Максимович) (1761—1762 переведён в Селенгинский Троицкий монастырь)

### Настоятели
- Макарий (Макарьев) (1762—1773) умер в 1773 году, похоронен в монастыре
- Иоиль (1773—1775) умер в 1775 году, похоронен в монастыре
- Андроник (Седякин) (1776—1782) умер в 1782 году, похоронен в монастыре
- Феофил (Борисов) (1782—1792)
- Илия (1793—1799)
- Пётр (1800—1806)
- Лаврентий (Мордовский) (28 октября 1800 — ?)
- Серапион (Софроний Кондаков) (1810-е — в 1817 году переведён в Якутский Спасский монастырь[18])
- Феодорит (Сухих) (23 декабря 1823 — ?)
- Даниил (Сивиллов) (1837 — ?) [1]
- Амвросий (1843—1854)
- Вениамин в/y
- Вениамин (Благонравов) (1862—1868), архиепископ Селенгинский
- Никанор 1869 в/у
- Мартиниан (Муратовский) (1869—1877), епископ Селенгинский
- Геронтий (1877)
- Платон (Данилов) (1878—1880)
- Паисий (1880) в/у
- Димитрий (1880 — ?)
- Дамаскин (? — 1899)
- Илия (1899)

### Настоятельницы
- Варсонофия (1900—1902)
- Уриила (23 июля 1902—1915)
- Евдокия (9 декабря 1915 — 20 февраля 1916)
- Фотина (Музыкова) (с 1916 до закрытия монастыря)

### Наместники
- Иннокентий (Кизарев), иеромонах
- Алексий (Ермолаев) (2005 — июль 2006), и/о наместника
- Николай (Кривенко) (? — 25 декабря 2009), и/о наместника
- Николай (Кривенко) (25 декабря 2009 — 24 декабря 2015)
- Нектарий (Жданов) (24 декабря 2015 - 27 декабря 2016)

### Спасо-Преображенский собор
Собор был возведен в 1774 году в Посольском Спасо-Преображенском монастыре.
Входит в состав архитектурного ансамбля.
- Южный фасад
- Паперть
- Восточный фасад
- Северный фасад

### Никольская церковь
Возведение церкви началось в 1802 году, севернее Преображенского собора. В 1812 году новая каменная церковь была освящена во имя святителя и чудотворца Николая.
Церковь была возведена на бутовом фундаменте, кирпичные стены оштукатурены. Двери и окна обрамлены плоскими наличниками, а углы — лопатками.
Входит в состав архитектурного ансамбля.

## Хозяйственная деятельность монастыря
В начале XVIII века монастырь был крупным хозяйственным центром Забайкалья. Основной статьёй дохода обители было рыболовство. В XIX — начале XX века в Байкале и впадающих с восточной стороны реках водилось тридцать с лишним видов рыбы. Рыбные ловли сдавались в аренду. Монастырь владел несколькими рыбными статьями, такими как «Каргинский Сор» и по рекам Толбузихе и Абрамихе. Возможно, это были ловли, переданные монастырю по указу царя Петра I после ходатайства от 1707 года купца Григория Осколкова. Упоминаются также «Байкальские котцы» и «Зимний Сор».
Прибыль, поступающая с этих статей, должна была идти на содержание Забайкальской духовной миссии. Так было с 1866 по 1880 год, когда в обители проживал начальник миссии. В середине 1890-х годов ежегодный доход с рыбных ловль Посольской обители составлял до 6 тысяч рублей.
Земельные угодья монастыря были незначительными. В 1851 году на содержание духовной миссии во временное пользование было отведено 500 десятин земли. В конце 1910-х годов обитель владела приблизительно 75 десятинами.
Крупное изменение в хозяйственном укладе жизни Посольской обители произошло после её преобразования в женскую в 1900 году. При монастыре в 1901 году был открыт свечной завод, который в первый год своей работы произвёл 600 пудов свечей. В 1902 году мощность завода увеличилась до 1,5 тысяч пудов свечей в год. Завод был организован на деньги Забайкальского епархиального свечного склада.

## Возрождение. Современная жизнь
19 апреля 2000 года Священный Синод Русской Православной Церкви принял решение о возрождении Спасо-Преображенского Посольского монастыря на Байкале.
12 июля 2002 года в монастыре зазвонили новые колокола. С 18 июля 2002 года ведутся ремонтно-реставрационные работы главного храма обители — Спасо-Преображенского собора. Планируется восстановление всего монастырского комплекса.
В храме Святителя Николая Чудотворца ежедневно совершается суточный круг богослужения. В обители идёт возрождение монастырской жизни. Монастырю присвоен статус памятника архитектуры российского значения.

### Святыни
- Распятие с частичкой древа Животворящего Креста Господня.
- Икона с мощами святителя Иоанна Златоуста.
- Икона с мощами святителя Николая Мирликийского.
- Икона с мощами святителя Димитрия Ростовского.
- Икона с мощами великомученика Евстафия Плакиды.
- Ковчег с мощами св. апостола Иакова, св. Иоанна Крестителя, св. Николая Чудотворца, св. Георгия, св. мученика Вонифатия, св. Дионисия, св. Дарии, свв. Космы и Дамиана, свт. Василия Великого.

## Галерея
- На берегу озера Байкал
- Вид с озера Байкал
- Святые врата
- Вид на озеро Байкал
- Мемориальная доска
- Захоронение посольской миссии
- Дом паломников (гостиница)
- Дом настоятеля